# Молдовсько-румунська співпраця під час пандемії COVID-19
Під час пандемії COVID-19 Румунія кілька разів підтримувала Молдову, постачаючи їй медичне обладнання та препарати, румунських волонтерських експертів і лікарів, і навіть серію одиниць вакцини проти COVID-19, які прибули 27 лютого 2021 року, що дозволило Молдові розпочати свою програму вакцинації.

## Хронологія

### 2020 рік
27 квітня 2020 року уряд Румунії оголосив, що Румунія надасть групу лікарів-волонтерів для надання допомоги в лікарнях Молдови протягом певного періоду часу. Також пообіцяли постачання санітарно-захисних засобів та товарів медичного призначення. Доставка цих засобів вартістю близько 3,5 мільйонів євро була здійснена групою з 20 вантажівок, які вирушили до Молдови 6 травня 2020 року. Хоча пожертва мала надійти на 30-ту річницю Мосту квітів, влада Молдови відклала приїзд допомоги на день пізніше, щоб вона не збіглася з річницею. Стверджується, що цю пожертву намагався максимально приховати проросійський колишній президент Молдови Ігор Додон.
29 грудня 2020 року президент Румунії Клаус Йоганніс відвідав столицю Молдови Кишинів, і зустрівся з новим президентом країни Маєю Санду. Під час візиту Йоганніс пообіцяв, що Румунія направить до Молдови 200 тисяч доз вакцини проти COVID-19, щоб допомогти країні у процесі вакцинації. Санду сказала, що ці вакцини використовуватимуть для медичного персоналу. Йоганніс також сказав, що Румунія надасть Молдові ліки, медичне обладнання та засоби для захисту хворих, і команду румунських експертів для допомоги владі Молдови, а також допоможе в інших питаннях, не пов'язаних з пандемією COVID-19.

### 2021 рік
Оіцяна допомога для Молдови почала надходити поступово. 6 січня 2021 року Молдова отримала від Міністерства оборони Румунії медикаменти та обладнання для боротьби з пандемією на суму 31 тисячу євро. Церемонія передачі відбулася за участі посла Румунії в Молдові Даніеля Іоніце, радника з питань охорони здоров'я президента Молдови Али Немеренко, міністра оборони Молдови Віктора Гайчука та інших офіційних осіб. 28 січня 2021 року румунська делегація експерттів із охорони здоров'я на чолі з Іоніце та державним секретарем міністерства охорони здоров'я Румунії Андреєм Бачіу вирушила до Кишинева з наміром розпочати переговори з владою Молдови щодо виконання обіцянок, даних Йоганнісом Молдові. 19 лютого 2021 року Румунія здійснила нову поставку медичного обладнання на суму близько 2,3 мільйона євро. 24 лютого 2021 року уряд Румунії схвалив передачу першої партії вакцин, призначених для відправки до Молдови, близько 20 тисяч доз із обіцяних 200 тисяч.
27 лютого 2021 року Молдова отримала від Румунії 21600 доз вакцини Oxford–AstraZeneca проти COVID-19. Цю вакцину почали вводити 2 березня 2021 року, і першою людиною, вакцинованою в Молдові, був Александру Ботізату. Тим не менш, ці вакцини не прийняли в автономному регіоні Гагаузія. 5 березня 2021 року Молдова передала 1810 подарованих Румунією вакцин владі міжнародно невизнаного утворення Придністров'я, яка спочатку заявила, що вакцини надала Всесвітня організація охорони здоров'я, але пізніше виправила заяву і подякувала Румунії.
Пізніше, 27 березня 2021 року, Румунія відправила до Молдови ще 50400 доз вакцини. Прем'єр-міністр Румунії Флорін Кицу підтвердив наміри Румунії виконати обіцянку надіслати до Молдови загалом 200 тисисяч одиниць вакцини. Ця обіцянка здійснилась 17 квітня 2021 року, коли Румунія зробила найбільшу пожертву вакцин для Молдови, в якій було 132 тисячі доз вакцини.
20 квітня 2021 року, повертаючись зі Страсбурга після зустрічей у Франції до Молдови, президент країни Санду здійснила несподіваний візит до Бухареста. Вона зустрілася з кількома румунськими офіційними особами, у тому числі з президентом Йоганнісом, з яким обговорила стратегічну співпрацю та двосторонні відносини між обома державами. Санду подякувала за допомогу, надану Румунією Молдові, а Йоганніс повідомив про підтримку реформаторської політики Санду та проєвропейського шляху Молдови. Після цього вона зустрілася з прем'єр-міністром Румунії Кицу, та обговорила з ним можливі умови, за яких громадяни Румунії в Молдові можуть отримати імунізацію проти COVID-19 у румунських центрах вакцинації незалежно від того, проживають вони в Румунії чи ні. Іншою офіційною особою, з яким зустрілася Санду, була голова сенату Румунії Анка Драгу. З нею президент Молдови обговорила питання, пов'язані з політикою, економікою, торгівлею людьми та домашнім насильством, а Драгу також прокоментувала хороші відносини між Молдовою та Румунією та висловила свою підтримку уряду Санду.
7 травня 2021 року Румунія зробила нову пожертву Молдові 100800 доз вакцини Oxford–AstraZeneca, і пообіцяла, що в майбутньому передасть ще більше. Почувши це, Санду, яка сказала, що зробить щеплення лише тоді, коли буде впевненість, що буде достатньо вакцин для населення Молдови, зробила щеплення після надходження пожертви з Румунії. Вона також сказала, що Румунія запропонує продавати країні близько 200 тисяч доз вакцини на місяць, і закликала всіх громадян, які ще не зробили щеплення, зробити вакцинацію. Крім того, румунський прем'єр-міністр Кіцу повідомив, що Румунія готується передати Україні 100 тисяч доз вакцини. Ще 100800 одиниць вакцини Oxford–AstraZeneca Румунія передала Молдові 11 червня 2021 року відповідно до обіцянки, даної 7 травня того ж року.
16 жовтня 2021 року Ала Немеренко, пізніше міністр праці та соціального захисту Молдови, повідомила, що 18 жовтня 2021 року молдовська команда з 22 медичних працівників прибуде до Лецань поблизу Ясс, щоб допомогти Румунії на знак вдячності за всю допомогу, яку Молдова отримала від країни на початку пандемії.

## Вплив на молдовсько-румунські відносини
Опитування, проведене компанією «iData» з 20 по 31 березня 2021 року, показало, що 43,9 % молдован хочуть союзу з Румунією. Було опитано 1314 осіб, похибка оцінювалася в ±2,5 %. Це стало значним зростанням порівняно з січнем 2021 року, коли опитування показали, що лише 37,5 % молдован підтримували таку позицію. Представник «iData» Вероніка Атеш стверджувала, що допомога, надана Румунією Молдові, і бездіяльність Росії під час пандемії COVID-19, швидше за все, сприяли цьому збільшенню. Також продемонстровано підтримку вступу Молдови до Європейського Союзу (67,8 %) і зниження підтримки Євразійського економічного союзу (з 48 % молдован, які бажали приєднатися до нього в січні 2021 року, до 40 % у березні 2021 року).
Пізніше, під час опитування, проведеного з 12 по 27 квітня 2021 року, 50 % молдован вказали, що підтримають об'єднання з Румунією, а 43 % вказали, що вони будуть проти, якщо зарплати та пенсії в Молдові стануть такими ж, як у Румунії. У цьому опитуванні, проведеному компанією IMAS, було опитано 1103 людини з орієнтовною похибкою ±3,0 %.

## Реакція

### Внутрішня
- Румунія Міністр закордонних справ Богдан Ауреску підтвердив свою підтримку співпраці, заявивши: «Ми є і хочемо залишатися найважливішим і щирим партнером Молдови та її громадян, заснованих на особливих відносинах, заснованих на спільноті мови, історії та культури, яка нас пов'язує, і стратегічному двосторонньому партнерству для інтеграції Республіки Молдова в ЄС».[12]
- Молдова Президент Мая Санду висловила вдячність Румунії за підтримку країни, заявивши: «Цих доз вакцини буде достатньо, щоб вакцинувати весь медичний персонал. Ми вдячні президенту Румунії Клаусу Йоганнісу, прем'єр-міністру Флоріну Кицу та румунському народу за пожертвування вакцини та величезну солідарність, яку вони виявляють до нас».[11][12][34]

### Міжнародні організації
- Європейський Союз Європейська комісія високо оцінила співпрацю двох країн, а президент Урсула фон дер Ляєн назвала це «прекрасним жестом європейської солідарності».[12]
- ВООЗ підтримала співпрацю, а її представник у Румунії Міляна Грбич заявила, що «спільна робота забезпечить найкращий захист і турботу про громадян обох країн».[35]